# Hermann Wiederhold Lackfabriken
Die Hermann Wiederhold Lackfabriken waren ein Unternehmen der Lackindustrie. Es wurde 1867 in Düsseldorf-Derendorf gegründet. Um expandieren zu können, zog die Fabrik 1876 nach Hilden um. Das Familienunternehmen besaß Zweigwerke in Nürnberg und Etzen-Gesäß bei Bad König und wurde von fünf Generationen geführt.
In einem Geschäftsbereich wurden traditionelle Anstrichmittel für das Malerhandwerk hergestellt. Für das Autolackierer-Handwerk wurden Lacke der Marke Ducolux in einer großen Bandbreite von Farbtönen angeboten. In einem weiteren Geschäftsbereich waren Oberflächenschutzmittel und Veredlungslacke für Holz und Möbel zusammengefasst. Ferner wurden Lacke für Weiße Ware sowie kratzfeste, wasser- und alkoholbeständige Schichtstoffplacken aus Kunstharz produziert.
Die Hermann Wiederhold Lackfabriken wurden 1975 durch Imperial Chemical Industries (ICI) Lacke gekauft. Diese wurde 2008 von AkzoNobel übernommen.

## Gründung in Düsseldorf

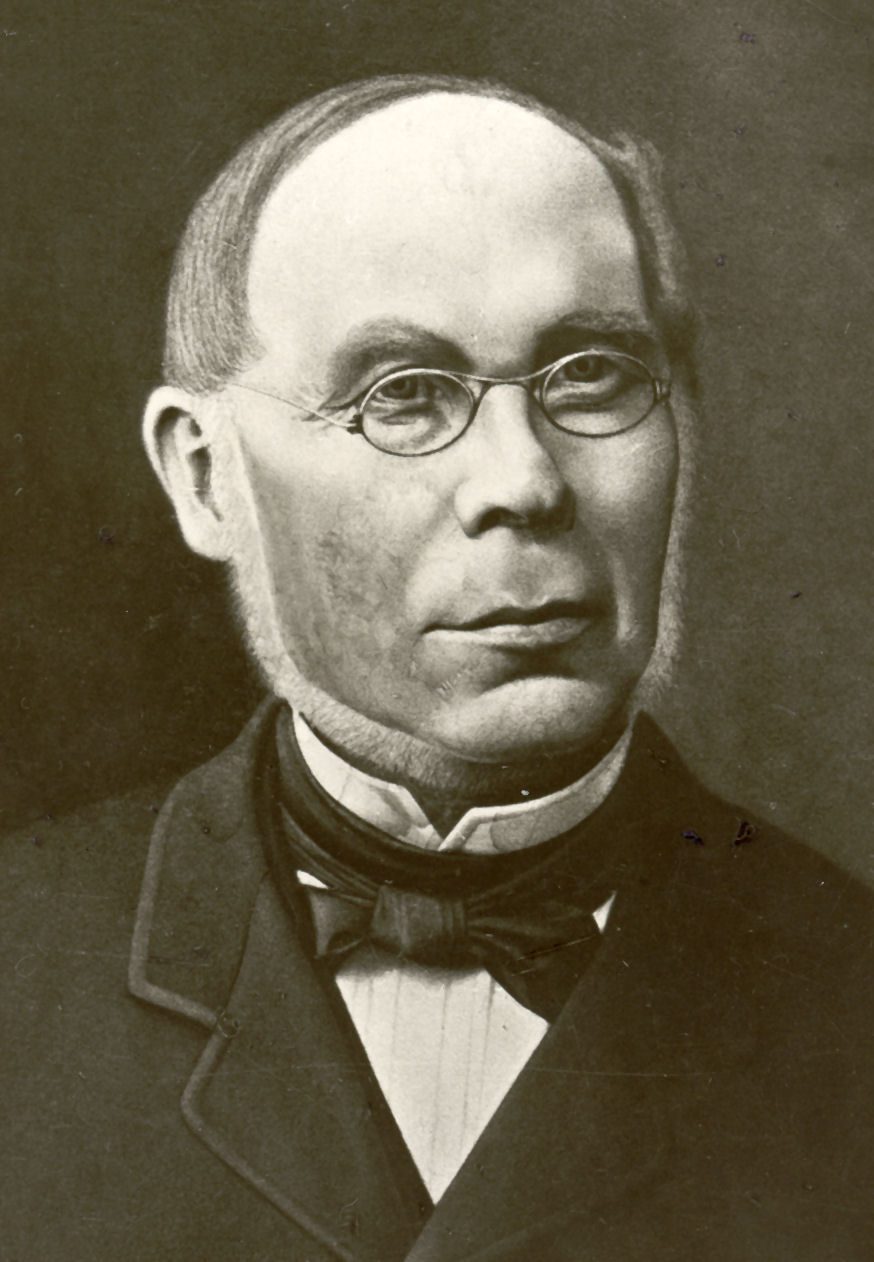
Johann Jakob Wiederhold (1817–1890)

Johann Jakob Wiederhold (* 14. Juni 1817 in Niederaula; † 7. April 1890 in Düsseldorf) hatte am 5. Mai 1845 Charlotte, geb. Kämpgen (* 1. Mai 1806 in Heiligenhaus; † 14. September 1885 in Bonn) geheiratet. Sie wohnten zunächst in Elberfeld und zogen 1865 nach Düsseldorf-Pempelfort, zuerst bis 1870 in die Kaiserstraße 4 und später in die Jacobistraße 8.

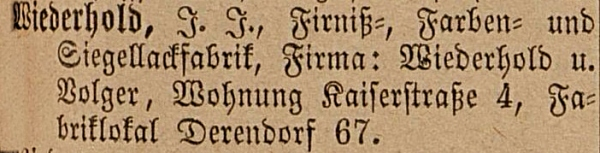
Eintrag im Adreßbuch der Oberbürgermeisterei Düsseldorf, 1868

Am 27. Mai 1867 gründeten in Düsseldorf der Schneidermeister und Kaufmann Johann Jakob Wiederhold und der Kolorist bzw. Färber Wilhelm Volger aus Münster die Handelsfirma Wiederhold & Volger. Am 28. August beantragte dann dieses Unternehmen die Errichtung einer Firnißsiederei in Derendorf. Die Siederei wurde auf einem gepachteten Grundstück an der Adresse Derendorf 67 (später Schloßstraße 78) errichtet. Der Teilhaber Wilhelm Volger  schied noch vor dem Jahr 1870 aus dem Unternehmen, das sich nun J. J. Wiederhold, Firniß-, Farben- und Siegellackfabrik nannte, aus. Die Kunden des jungen Unternehmens waren Maler, an die Johann Jakob Wiederhold seine Anstrichmittel mit enger persönlicher Bindung direkt lieferte.
Da in Derendorf keine Erweiterungsmöglichkeiten bestanden, reichte Johann Jakob Wiederhold am 16. April 1876 in Hilden ein Bau- und Konzessionsgesuch ein, in dem er um die Erlaubnis bat, auf einem ca. 26 Ar großen Grundstück an der Benrather Chaussee (heute Düsseldorfer Straße 100) ein Siedehaus „die Englische Küche“ errichten zu dürfen, die ihm am 17. September 1877 erteilt wurde. Das Unternehmen J. J. Wiederhold siedelte darauf von Düsseldorf nach Hilden um.

## Aufbau unter Hermann Wiederhold (dem Älteren)

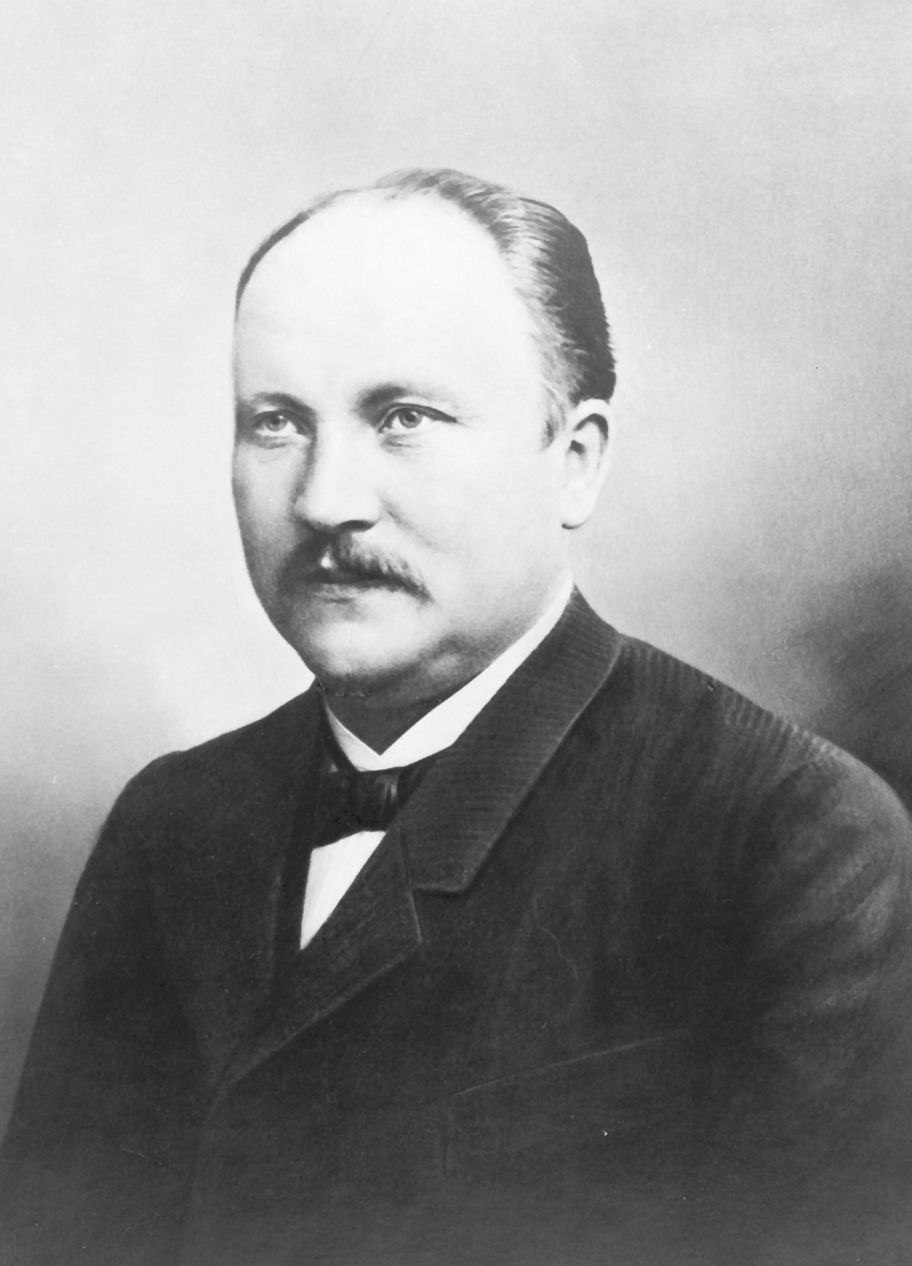
Hermann Wiederhold, der Ältere (1852–1905)

Älteste Ansicht Lacksiederei Wiederhold in Hilden

Bereits im Jahr nach Errichtung der Pechsiederei in Hilden verkaufte der Unternehmensgründer am 1. Mai 1878 den Betrieb an seinen Sohn Hermann Wiederhold (den Älteren) (* 11. Mai 1852 in Elberfeld; † 10. Oktober 1905 in Hilden).  Dieser führte den zunächst noch kleinen Betrieb als Hermann Wiederhold Lackfabrik bis zu seinem Tode. Als Rohstoff wurde zunächst holländisches Leinöl eingesetzt.
Ab 1891 erfolgten immer wieder Erweiterungen der Fabrikgebäude und des Fabrikgeländes. Die Erfindung chemischer Lacke führte die ursprüngliche handwerkliche Firnisbereitung hinüber in die Bereiche chemischer Forschung. Bei Wiederhold wurden 1892 die ersten chemischen Laboratorien eingerichtet.
1886 brachte Hermann Wiederhold (der Ältere) den ersten Katalog seiner Erzeugnisse heraus. Mit wachsendem Bedarf an Autolacken gewann ab 1900 die Wiederhold Lackfabrik an Bedeutung und Ansehen. Sie verkaufte jetzt Autolacke über den Großhandel.
Hermann Wiederhold (der Ältere) heiratete am 11. Juli 1889 Amalie geb. Kopp (* 25. Juni 1857 in Bendorf; † 1. März 1923 in Hilden) und erteilte ihr 1903 Prokura. Zusammen hatten sie sechs Kinder:
- Hermann (der Jüngere) (* 13. Mai 1881; † 26. Juni 1936), er erhielt 1903 Prokura;
- Elfriede (* 20. August 1882; † 29. März 1940);
- Martha (* 24. Februar 1884; † 7. Januar 1951);
- Walter (der Ältere) (* 16. November 1885; † 15. Juni 1959), wurde 1955 zum Ehrenbürger von Singen (Hohentwiel) sowie 1959 Hilden und Etzen-Gesäß ernannt;
- Otto (* 4. Oktober 1887; ⚔ 12. September 1915 als Leutnant in „Podherice“ (heute Paberžė) bei Wilna)
- Konrad (* 1. Mai 1893; † 15. September 1958).

## Erweiterung unter Hermann Wiederhold (dem Jüngeren)

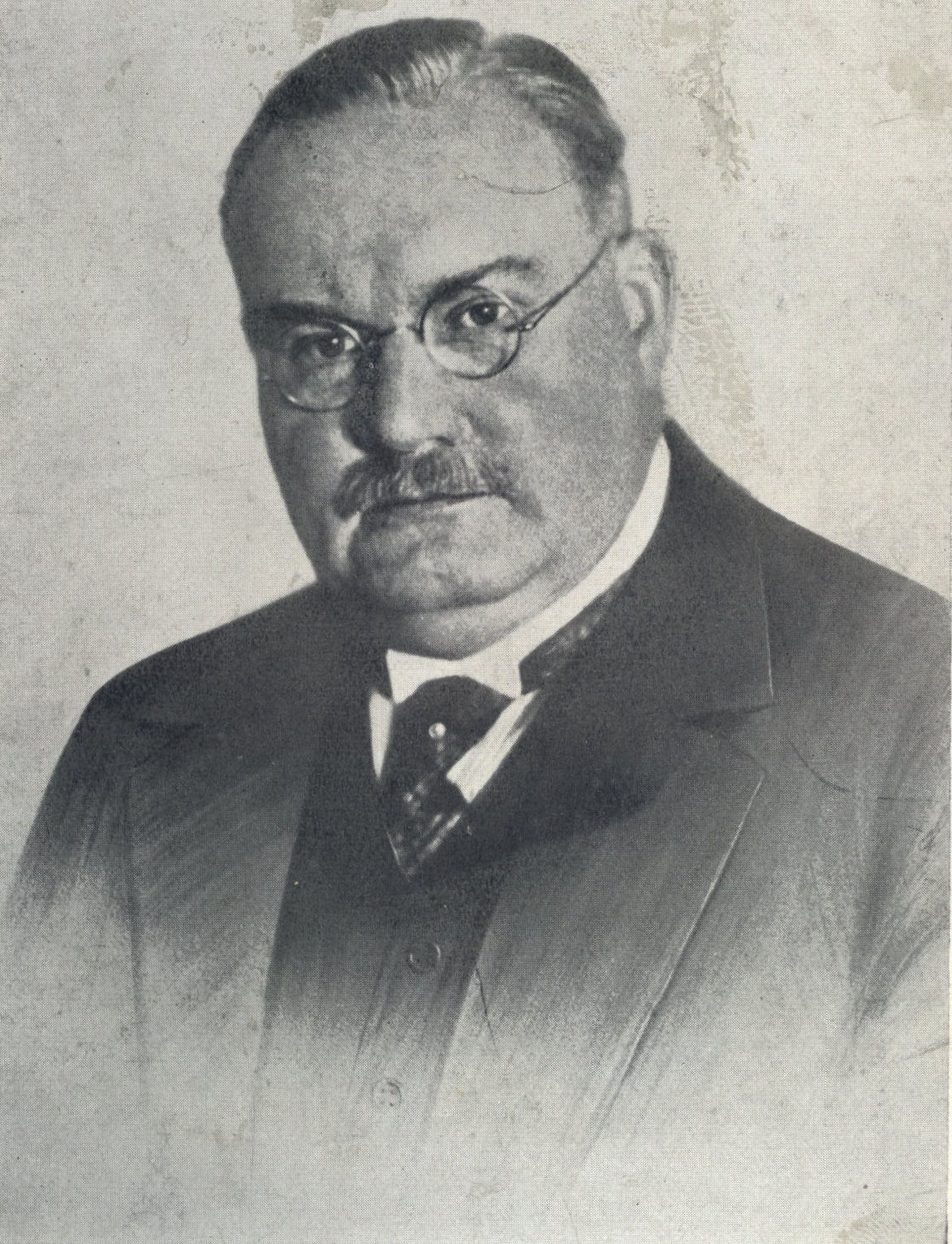
Hermann Wiederhold, der Jüngere (1881–1936)

Nach dem Tod von Hermann Wiederhold (dem Älteren) übernahmen 1905 seine Söhne Hermann (der Jüngere) und Walter (der Ältere) die Geschäftsführung der Hermann Wiederhold Lackfabriken.
Walter hatte an der Technischen Hochschule Darmstadt Lackchemie studiert. Er war 1902 in die Fabrik eingetreten und lernte sie von Grund auf kennen.
Während Hermann Wiederhold sich in der Hauptsache der kaufmännischen Führung des Unternehmens widmete, kümmerte sich Walter um den Betrieb, die technischen Erneuerungen und die Qualitätsangelegenheiten.
Walter Wiederhold schuf bald nach seinem Eintritt in das Unternehmen ein gut ausgerüstetes Lacklaboratorium zur Überwachung der eingehenden und zur Prüfung neuer Rohstoffe. Das Laboratorium diente der Steigerung der Qualität bisher fabrizierter Lacktypen, der Entwicklung neuer Lacksorten und dem Studium neuer Verwendungsmöglichkeiten.
1911 wurde die Hermann Wiederhold Lackfabriken als Kommanditgesellschaft eingetragen mit Hermann und Walter Wiederhold als Komplementäre (persönlich haftende Gesellschafter).
Beim Ausbruch des Ersten Weltkrieges wurde Walter Wiederhold bereits am 2. August 1914 eingezogen und nahm bis zum Kriegsende in vorderster Front teil. Er wurde erst 1918 als Leutnant und Adjutant des Landwehr-Fußartillerie-Bataillons Nr. 2 aus der Armee entlassen.
Nach dem Ersten Weltkrieg erfolgte die Belieferung des Malerhandwerks nicht mehr direkt, sondern auch durch den Großhandel mit gezielter Werbung und Verpackung. Der erhöhte Umsatz machte in Hilden Grundstückserweiterungen und den ständigen Ausbau der Produktion notwendig. Hermann Wiederhold engagierte sich auch im Verband Deutscher Lackfabrikanten und war von 1927 bis 1935 dessen Vorsitzender.

## Expansion unter Walter Wiederhold

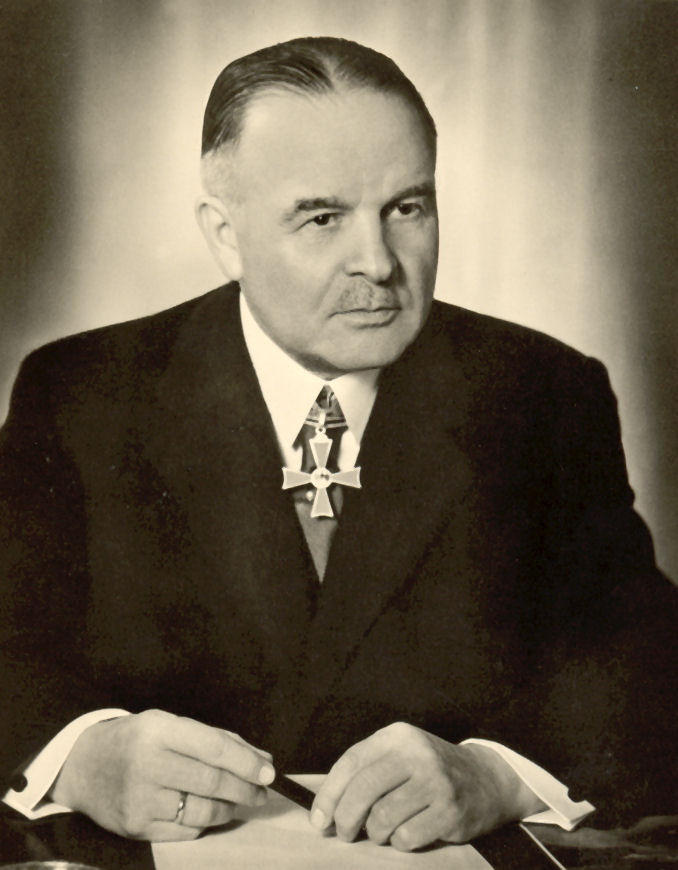
Walter Wiederhold (1885–1959)

Nach dem Tod von Hermann Wiederhold (dem Jüngeren) 1936 war Walter Wiederhold alleiniger Unternehmensinhaber und Komplementär.

### Kommanditistinnen in der Zeit von Walter Wiederhold
Kommanditistinnen wurden 1938 Margarethe Wiederhold, geborene Kirberg (* 14. April 1888; † 24. Juni 1970), Frau von Hermann (dem Jüngeren), und Walters Schwestern Hildegard (* 2. Oktober 1912; † 13. Juli 1974), Gisela (genannt Ilse) (* 3. September 1913; † 3. April 1996) und Erika Wiederhold (* 14. September 1915; † 14. März 1974).
Walter Wiederhold heiratete 1912 Helene, geborene Sahler (* 18. Mai 1887; † 11. November 1958), zusammen hatten sie vier Kinder:
- Lotte-Lore (* 23. Juli 1913; † 19. August 1953),
- Walter (der Jüngere) (* 8. April 1915; ⚔ 1941 als Oberleutnant eines Artillerieregiments an der Ostfront)
- Marianne (* 20. April 1919; † 9. August 1971),
- Ellen (* 21. November 1921; † 4. September 1995).

Der Walter (der Jüngere), der einzige Sohn, stand kurz vor dem Abschluss seines Chemiestudiums, als er im Zweiten Weltkrieg eingezogen wurde. Nachdem er gefallen ist, konnte er nicht mehr in das Unternehmen eintreten. Die drei Töchter wurden 1947 Kommanditistinnen.
Die vier Adoptivtöchter von Ellen Wiederhold wurden 1956 Kommanditistinnen.

### Erweiterter Kundenkreis, Qualitätsmanagement, Werk Nürnberg, Etzen-Gesäß
Trotz schwieriger Rohstoff-, Finanz- und Lohnfragen und Nöte der Devisenbeschaffung gelang die Umstellung auf heimische Rohstoffe und die technische Weiterentwicklung führte zur Ausarbeitung neuer Qualitäten. Durch Anwendungstechnik und Beratung der Großverbraucher konnten neue Kundenkreise gewonnen werden. Zu den Kunden des Unternehmens gehörten jetzt Baufirmen, Automobilwerke und 1920 erhielt Wiederhold die Zulassung als Lieferant der Deutschen Reichsbahn. Die gute Zusammenarbeit mit dem Eisenbahnzentralamt München und der Chemischen Versuchsanstalt der Reichsbahn in München reichte bis nach dem Zweiten Weltkrieg, sodass Wiederhold auch danach Lacklieferant der Deutschen Bundesbahn wurde.
Die Nitro-Lackfabrikation wurde 1927 im Werk Hilden aufgenommen.
Wiederhold erwarb als erstes Zweigwerk 1922 die 1861 gegründete Lackfabrik Engelhardt am Standort Nürnberg und brachte sie auf den gleichen technischen Stand wie das Werk in Hilden.
Das Werk in Nürnberg wurde im Zweiten Weltkrieg durch Bomben total zerstört. Gegen Ende des Krieges erfolgte 1944 seine Verlegung nach Ranna in der Fränkischen Schweiz. Direkt nach dem Krieg begann 1964 die Rückverlagerung von Ranna nach Nürnberg und der Wiederaufbau.
Zur Produktion von Lacken für die Schwarzblech-Konservendosenindustrie wurde 1943 eine weitere Zweigfabrik in Etzen-Gesäß bei Bad König im Odenwald errichtet.
Walter Wiederhold stattete das Werk mit modernsten Betriebsanlagen aus, erweiterte dessen Kapazität von Jahr zu Jahr und schuf in seinem Laborgebäude eine Forschungsstätte der Lackchemie, die in Europa ihresgleichen suchen durfte. Jede Lacktype wurde auf den in der Praxis üblichen Maschinen geprüft, bevor sie den Weg zum Verbraucher antrat. Diese Qualitätskontrolle führte zwangsläufig zum Qualitätsprodukt. Dies war Voraussetzung, dass das Unternehmen Herman Wiederhold Lackfabriken 1949 die alleinigen Herstellerrechte für Deutschland und die Verfahren der „Duco-Lacke“ und der „Ducolux-Lacke“ erwerben konnte. Diese Autolacke waren in den 1920er Jahren von DuPont entwickelt worden.

### Laboraufgaben

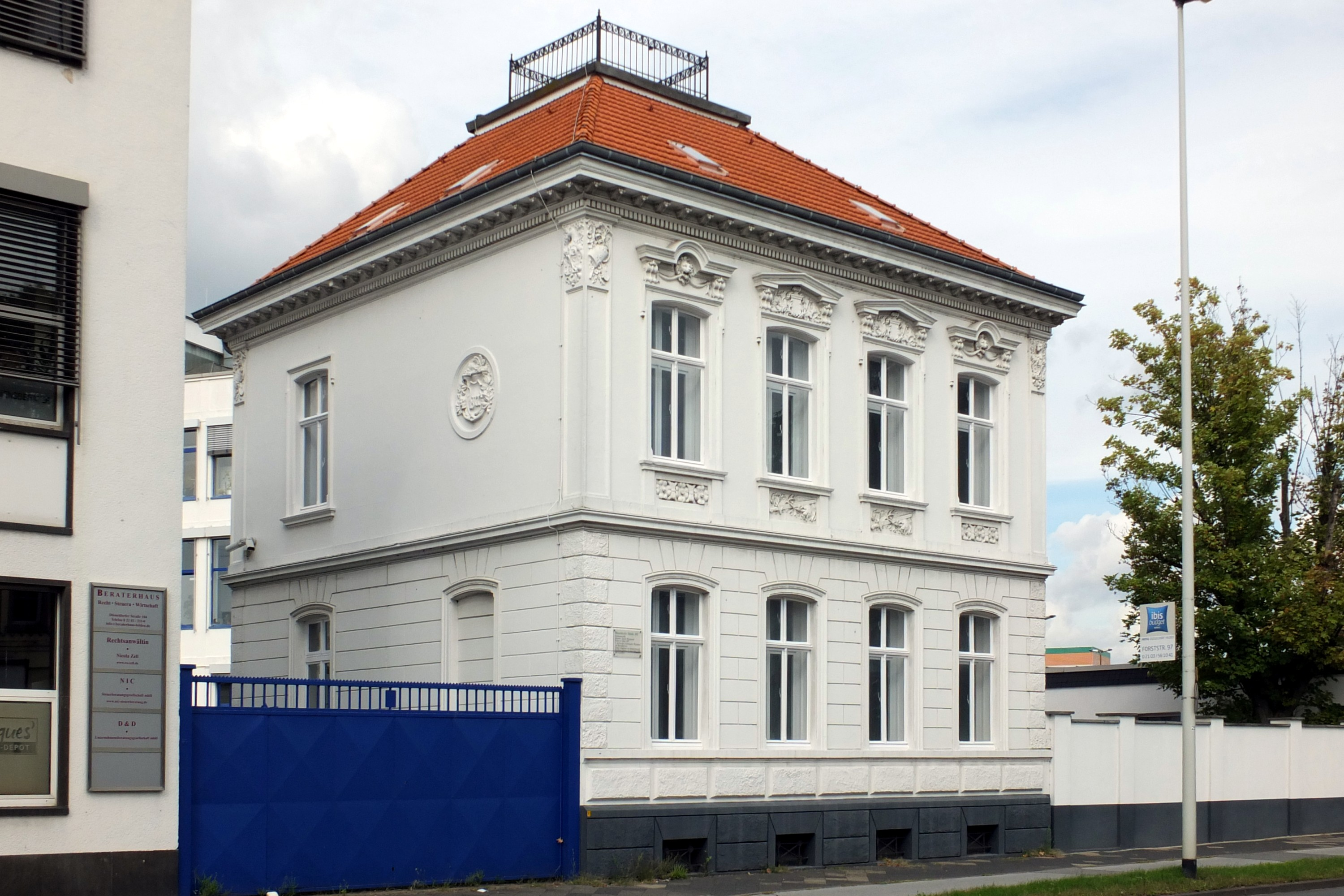
Fabrikantenvilla Wiederhold Hilden Düsseldorfer Straße 102

In den verschiedenen Laboratorien der Anwendungstechnik und Prüfstellen der Qualitätskontrolle waren 1952 über 100 Wissenschaftler und technische Mitarbeiter tätig. Sie analysierten die Rohstoffqualität, die Malfeinheit, den Glanz und die Deckkraft der Lacke und Farben. Am Xeno-Bewitterungsgerät wurde die Lichtechtheit getestet.
Die Versuche mit Druckfarben für Offset- und Buchdruck erfolgten in einer separaten Abteilung.
Auch Lackauftragsverfahren wurden getestet:
- Verarbeitung mit Pinsel,
- Spritzlackieren mit Spritzpistole, Heißspritzen bzw. elektrostatische Spritzen,
- Auftragung mittels Lackwalzen,
- Tauchlackierverfahren,
- Rommeln oder Gießen in Lackierstraßen.

Außerdem wurde das Verhalten beim Wiederabschleifen von Autolacken vor der Reparatur kontrolliert.

### Besonders benannte Produktionsanlagen
Anlässlich des Festaktes zum 85. Jubiläum des Unternehmens wurden 1952 in der Festschrift an Anlagen der Hildener Fabrik besonders hervorgehoben:
- Für Emaille-Lacke Vermahlung zum Teil in riesigen Kugelmühlen für sehr hohe Kornfeinheit.
- Zehn einzeln angetriebene Dreiwalzen-Schnelläufer mit regelbarer Geschwindigkeit zur Vermahlung von Lack-Emaillen mit höchstmöglichem Dispergiergrad der Farbkörper.
- Erzeugung von Öl-, Schwarz- und Kunstharzlacken in hochwertigen Edelstahlkesseln bei direkter oder indirekter Beheizung, wahlweise unter Druck oder Vakuum.
- Danach Filtration in Spezialzentrifugen und drücken durch ein weitverzweigtes Rohrsystem.
- Große stationäre Kessel für Firnisse, Standöle, Harzveresterung und Lacke, teilweise mit Dissolver Rührwerk.
- In fahrbaren, staubdicht abgeschlossenen Mischbehältern mit Rührwerk und Einzelantrieb erfolgt die Einstellung und Abschattung (Kleintönerei) der einzelnen Farbtöne der DUCOLUX Qualitäten.[11]
- Destillieranlage zur Reinigung und Trennung von Lösungsmitteln.
- Sprühturm für Harztocknung.
- Standölanlage für 15 m³
- Drei unterirdische Tankanlagen, die insgesamt 1200 m³ fassten.
- Dreizug-Hochdruck-Dampfkessel (12 t/h).
- Automatische Dosenabfüllung und Kartonverpackung.
- Füll- und Prüfstation für Ducolux-Sprühdosen.[7][9]

### Werksansicht

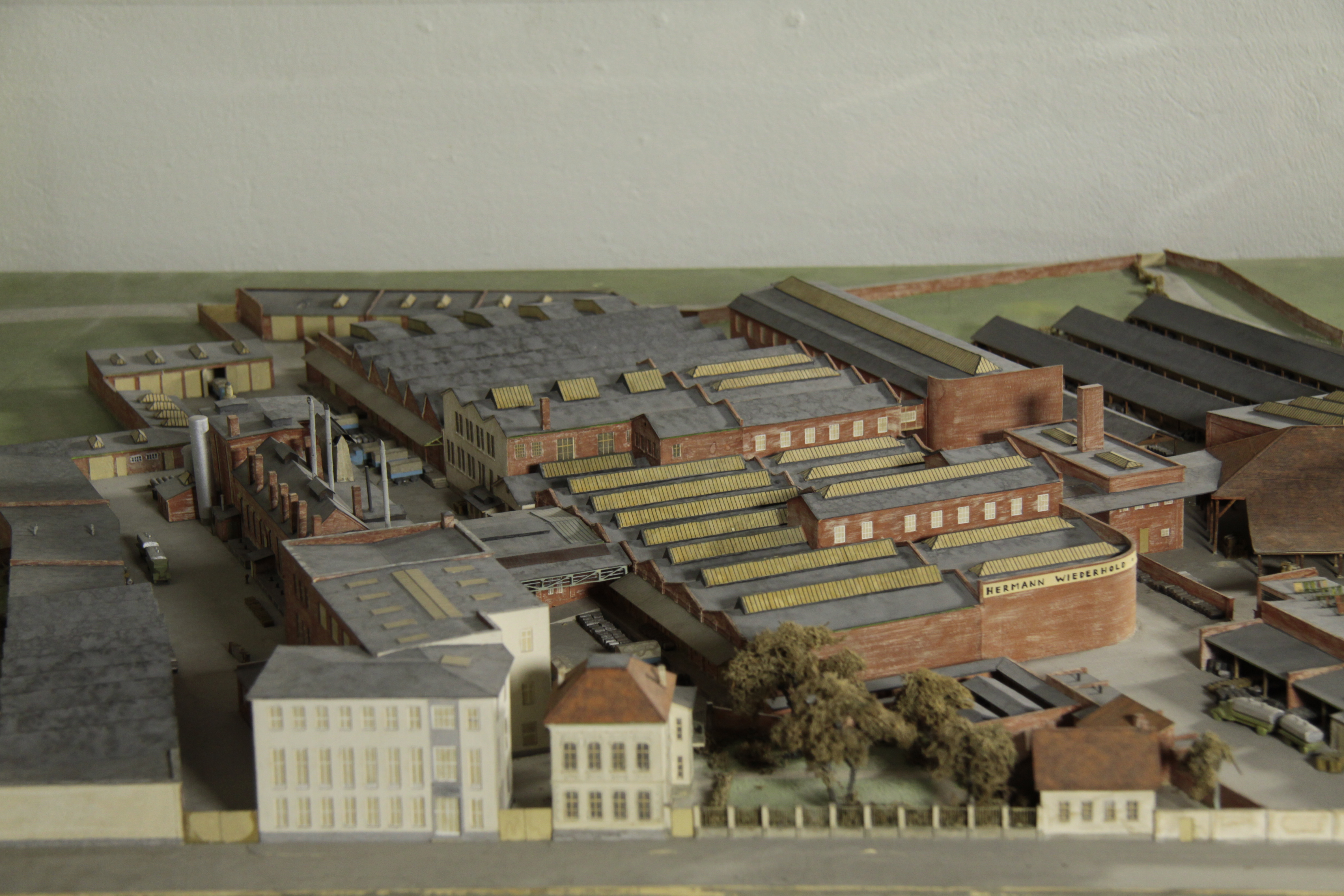
Modell der Fabrik Wiederhold

Während der Feier des 85. Unternehmensjubiläums wurde Walter Wiederhold 1952 zum Ehrenbürger der Stadt Hilden ernannt und bekam das Große Verdienstkreuz des Verdienstordens der Bundesrepublik Deutschland verliehen. Seine Mitarbeiter überreichten Walter Wiederhold ein Modell der Hildener Werksanlagen.
Walter Wiederhold starb am 15. Juni 1959 bei einem Unfall in Berlin. Seine Tochter Ellen Wiederhold übernahm nach dem Tod ihres Vaters die Leitung des Familienunternehmens.

## Entwicklung unter Ellen Wiederhold

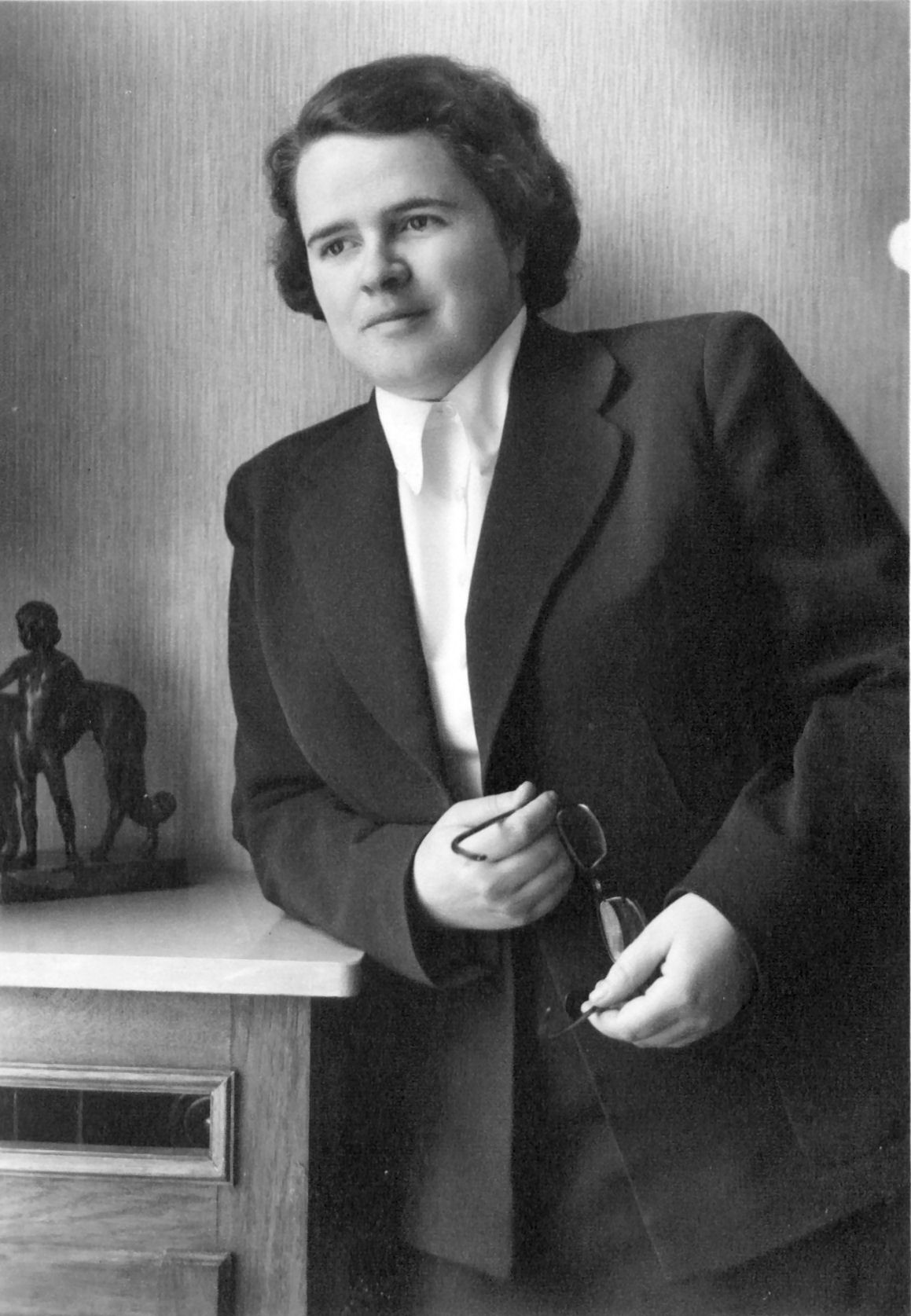
Ellen Wiederhold (1921–1995)

Neben ihrer Tätigkeit als geschäftsführende Gesellschafterin war sie von 1969 bis 1994 fünfundzwanzig Jahre lang Bürgermeisterin von Hilden.
Unter Ellen Wiederhold wurden in den Fabriklabors zwischen 1958 und 1969 die ersten Tagesleuchtfarben entwickelt. Tagesleuchtrot nach RAL 3024 erhöhte ab 1969 die Früherkennbarkeit von Feuerwehrfahrzeugen und senkte deren Unfallzahlen bei Alarmfahrten deutlich.

### Produktpalette 1960
In der Gedenkschrift von Hermann Koch: In memorium Walter Wiederhold werden an Oberflächenschutzmittel und Veredlungslacke diejenigen beschrieben, die Hermann Wiederhold Lackfabriken damals herstellte. Es waren Produkte für alle Zweige der lackverarbeitenden Industrie.
Blechlacke als Schutzlacke, Stanz-Emaille-Lacke zur Lackierung von außen
für Verpackungszwecke (Schachteln, Konservendosen (z. B. Hautcreme-Dose)),
für Zierverpackungen (Zierdosen, Zigarettendosen, Fischkonserven, Tuben),
für Lebensmittelverpackungen,
für technische Packungen oder für Plakate,
als Grundierungslack für Druckfarben.
Gold- und Silberlacke als fast wasserhelle Klarlacke
als Innenschutzlacke und Oberflächenschutz in Konservendosen, Fischdosen, Blechflaschen,
bei technischer Verwendung,
als Überzuglack für mit Schrift und Bild bedruckte Metalle.
Farblacke und Korrosionschutzlacke
für Apparate und Maschinen der Verfahrenstechnik,
für die Bauindustrie,
für die Landwirtschaft,
für Tankanlagen.
Lacke für Aerosolbehälter
für Dosen (wurden anschließend mit Druckfarben bedruckt).
Autolacke
Die Markennamen DUCO und AUTO-DUCOLUX bezeichneten hochwertige Karosserielacke und Fahrzeuganstriche, sie wurden in Autolackieranlagen mit hohem Durchsatz in breiter Farbenvielfalt aufgetragen.
Reparaturlacke für den handwerklichen Lackierer, die mit einer Spritzanlage aufgetragen wurden.
Spezialanstriche für die Bundesbahn
Spezialanstriche für Personenwagen, Speisewagen, Schlafwagen, Lokomotiven und Güterwagen der Bundesbahn. Die Bundesbahn gibt für deren Zusammensetzung Spezialvorschriften heraus, nach denen sich auch die Waggonfabriken als Lieferanten der Bundesbahn richten, sie haben sich unter allen klimatischen Bedingungen bewährt, siehe RAL-Eisenbahnfarben.
Einbrennlacke für Weiße Ware
Spezialeinbrennlacke für Kühlschränke, Geschirrspüler, Waschmaschinen und Trockner.
Metalleffektlacke
Lacke mit Metalleffekt, z. B. Schreibmaschinen, Büromaschinen, optische Geräte.
Rostschutz-Anstriche
Rostschutzfarben für Eisen und Stahl in Konstruktionsanlagen in der Schwerindustrie, in der mechanischen Industrie, beim Brückenbau, Kranbau usw.
Korrosionsschutz bei Leichtmetallen.
Schiffsfarben
Wetterfeste und Seewasser beständige Anstrichmittel unter allen klimatischen Bedingungen.
- Das Segelschiff „Gorch Fock“ wurde mit Wiedox Lack von Wiederhold lackiert.
- Schiffsaufbauten wurden mit Wiedox-Polar-Weißlack wetterfest.
- Tanker erhielten Wiedarit-Unterwasser- und Bottopananstrich gegen Algenbewuchs, Seepocken und Balaniden.

Möbellacke
Wetterbeständige Buntlacke als Oberflächenschutz für Holz als weiße und buntfarbig pigmentierte Lacke für Gartenmöbel, Kindermöbel, Küchen, Flurgarderoben, Kleinmöbel.
Klarlacke (Alkydharzlacken, säurehärtenden Lacke, Desmodur-, Desmophenlacken und Polyesterlacken) um die natürliche Struktur der Holzfasern herauszustellen.
Einbrennlacke für Metall an Möbeln
Überzug von Stahlblech, der hygienisch einwandfrei ist und leichte Säuberungsmöglichkeiten bietet.
Außerdem Polituren, Beizen und ähnliche Oberflächenveredlungsmittel.
Isolierlacke
Elektro-Isolierlacke,
Isolier-Tränklacke und Drahtlacke.
Beschichtung von Pressmassen
Platten und Beschichtungsfolien aus Kunststoff für Pressmassen wie z. B. Pressspanplatten.
Druckfarben für den Papiersektor
Druckfarben für den Buchdruck, den Offsetdruck, den Tiefdruck und den Anilindruck.
Spritzgummi
Spritzgummi der Marke Wiedox als Spachtelmassen zum Glätten von Anstrichflächen.

### Umsatz und Erweiterungen
Wiederhold beschäftigte 1961 in den Werken Hilden, Nürnberg und Etzen-Gesäß etwa 2400 Mitarbeitern und machte 1966 einem Umsatz von 155 Millionen D-Mark.
Der Jahresumsatz der Lackfabrik Wiederhold stieg bis Anfang der 1970er Jahre auf 280 Millionen Mark.
Die Hermann Wiederhold Lackfabriken übernahmen am 16. August 1960 das Familienunternehmen Zweihorn in Köln-Ehrenfeld, das mit damals 70 Mitarbeitern Holzbeizen produzierte. An nur einem Standort wurde die komplette Produktpalette für den Industriebereich (Möbel-, Verpackungs- und Druckindustrie), sowie für das Handwerk (Schreiner/Tischler, Maler, Autolackierer) zusammengefasst und später um den Do-it-yourself-Bereich ergänzt.
Wiederhold richtete 1964 in Hamburg und Frankfurt am Main eigene Fabrik-Großläger ein.
Im Zweigwerk in Nürnberg wurde 1965 das Produktportfolios mit Siebdruckfarben und 1970 mit den Tampon-Tiefdruckfarben für Tampondruck erweitert.

### Großbrand 1961
Ein Fahrer eines Gabelstaplers hatte am 15. Dezember 1961 gegen 11:30 Uhr in der Produktionsanlage den Abfüllstutzen eines an der Decke hängenden Behälters abgefahren. Das darin enthaltene, leicht entzündbare Lösungsmittel lief auf den Stapler und entzündete sich an dessen Motor. Danach ging alles rasend schnell – acht Minuten später wurde der Großalarm ausgelöst.
Gegen die Flammen des Großbrandes im Hauptgebäude des Werkes (mit Laboratorien) sowie in einem Teil der Fabrikationsanlage kämpften vom 15. bis 17. Dezember fast 2000 Feuerwehrleute, Polizisten und Soldaten. Der Großbrand verletzte 19 Personen und verursachte mehrere Millionen D-Mark Sachschaden.
Nach dem Großbrand wurde 1962 in Hilden und Nürnberg die Werkfeuerwehr eingerichtet. Das Hildener Fahrzeug kam aus dem Bestand eines Militärflugplatzes. Ab 2005 übernahm die Hildener Städtische Feuerwehr die Feuerwehraufgaben auch bei Wiederhold.

### Ellen Wiederhold zusätzlich Bürgermeisterin
Am 29. November 1969 wählte der Rat der Stadt Hilden auf Vorschlag der CDU Ellen Wiederhold zur ehrenamtlichen Bürgermeisterin, sie wurde in der Folgezeit bis 1994 noch viermal für eine weitere Amtszeit wiedergewählt. Trotz Bürgermeisteramt blieb Ellen Wiederhold noch einige Jahre Mitglied der Geschäftsleitung.

### Verkauf an ICI Lacke und Farben
Am 15. August 1975 wurden die Hermann Wiederhold Lackfabriken von dem britischen Chemie-Multi Imperial Chemical Industries (ICI) übernommen. Der Umsatz des Familienunternehmens Wiederhold betrug 1975 etwa 280 Millionen Mark. ICI (Umsatz: 18 Milliarden DM) erwarb zunächst einen 70%-Anteil am Wiederhold-Kapital von bisher nominal 20 Millionen DM. Nach fünf Wiederhold-Familienführungen ging das Kommando auf den ICI-Manager Quintin Knight aus dem britischen Slough über, Ellen Wiederhold blieb aber Mitglied der Geschäftsführung.
Zu den Marktführern auf deutschem Boden zählte nun mit Wiederhold auch ICI. Weltweit war der britische Chemiekonzern im Lack- und Farben-Business mit rund 900 Millionen Mark sowieso einer der Riesen. Mit dem Verkauf ging auch die Marke „Ducolux“ an ICI über.
ICI konzentrierte sich 1976 am Standort Nürnberg ausschließlich auf die Produktion von Sieb- und Tampondruckfarben, während die Lackfabrikation komplett ins Hauptwerk Wiederhold nach Hilden verlegt wurde.

### Weiterverkauf an AkzoNobel, PPG bzw. Coates Brothers
2005 kaufte der niederländische Lacke-und-Farben-Konzern AkzoNobel die Marke Zweihorn, um die Marktführerschaft im Handwerk mit professionellen Lacken zu erlangen.
Im Januar 2008 übernahm AkzoNobel das ehemalige Wiederhold-Werk von ICI. 2017 arbeiteten dort rund 190 Mitarbeiter, davon 45 in der Produktion – auf drei Schichten verteilt.
AkzoNobel startete ein umfangreiches Investitionsprogramm. Bei Zweihorn ist in Hilden neben der Produktion auch das Entwicklungslabor für Metall- und Holzbeschichtungen angesiedelt. Der Standort ist fest in die globale Konzernstruktur eingebunden.
Den Wiederhold Bereich Siebdruckfarben in Nürnberg erwarb 1989 Coates Brothers Plc (damals zum französischen Mineralölunternehmen TOTAL gehörend) von der ICI. Die Coates Gruppe des TOTAL-Konzerns wurde 2000 wiederum durch Sun Chemical übernommen.
Der Wiederhold Bereich Reparaturlacke am Standort Hilden ging in PPG Industries Lacke GmbH über. Der Geschäftsbereich „PPG Automotive Refinish in Deutschland“ hat seinen Sitz in Hilden auf der Düsseldorfer Straße 80. Hier befindet sich das PPG Trainings- & Technology-Center der PPG Deutschland Sales & Services GmbH.